# Municipio de Richmond (condado de Osceola)
El municipio de Richmond (en inglés: Richmond Township) es un municipio ubicado en el condado de Osceola en el estado estadounidense de Míchigan. En el año 2010 tenía una población de 1554 habitantes y una densidad poblacional de 18,21 personas por km².

## Geografía
El municipio de Richmond se encuentra ubicado en las coordenadas 43°51′6″N 85°29′34″O / 43.85167, -85.49278. Según la Oficina del Censo de los Estados Unidos, el municipio tiene una superficie total de 85.32 km², de la cual 85,18 km² corresponden a tierra firme y (0,17 %) 0,14 km² es agua.

## Demografía
Según el censo de 2010, había 1554 personas residiendo en el municipio de Richmond. La densidad de población era de 18,21 hab./km². De los 1554 habitantes, el municipio de Richmond estaba compuesto por el 98,13 % blancos, el 0,06 % eran afroamericanos, el 0,32 % eran amerindios, el 0,58 % eran asiáticos, el 0,13 % eran isleños del Pacífico y el 0,77 % eran de una mezcla de razas. Del total de la población el 0,13 % eran hispanos o latinos de cualquier raza.